# インターメゾ
インターメゾ (Intermezzo) とはイギリスで生産、調教された競走馬および種牡馬である。

## 経歴
通算成績は11戦3勝。1969年のセントレジャーステークスに優勝している。
引退後に日本中央競馬会が購入し、日本軽種馬協会七戸種馬場で種牡馬入り。TTGの一角グリーングラス、ブルードメアサイアーとしてスーパークリークやサクラスターオーを輩出。競走馬として種牡馬としてもステイヤー色の強い馬だった。1980年代以降はノーザンテーストら新鋭種牡馬に押されて産駒は目立たなくなっていったが、1991年まで現役種牡馬を続けていた。

## 主な産駒
- 1973年産
  - グリーングラス（菊花賞、天皇賞（春）、有馬記念）
- 1974年産
  - カールスバット（京王杯オータムハンデ）
- 1976年産
  - ワカムシャ（京成杯2着、ラジオたんぱ賞3着）
- 1978年産
  - オーゴンタケル（小倉記念）
  - ステイード（ゴールドジュニアー、青雲賞、中山記念（春）2着、皐月賞3着）
  - サクラスマイル（エリザベス女王杯3着、ラジオたんぱ賞3着など。サクラスターオーの母）
  - カツマサタイコウ（三条記念、札幌記念2着）
- 1979年産
  - タカラテンリュウ（東京新聞杯、ダイヤモンドステークス、毎日王冠）
  - ヒシノレビン（二十四万石賞、建依別賞）
- 1981年産
  - ミスタールマン（目黒記念）
- 1986年産
  - ドウカンホープ（きさらぎ賞2着、東京障害特別（秋）3着）

## ブルードメアサイアーとしての産駒
- 1984年産
  - サクラスターオー（皐月賞、菊花賞）
  - マロングラッセ（金鯱賞）
- 1985年産
  - スーパークリーク（天皇賞（春・秋）、菊花賞）
- 1989年産
  - ワンモアラブウエイ（カブトヤマ記念、小倉大賞典）

## 血統表
| インターメゾ（Intermezzo）の血統（ハイペリオン系／Bachelor's Double(Wet Kiss) 4×5=9.38%、Serenissima 4×5=9.38%、Nogara 5×4=9.38%） | インターメゾ（Intermezzo）の血統（ハイペリオン系／Bachelor's Double(Wet Kiss) 4×5=9.38%、Serenissima 4×5=9.38%、Nogara 5×4=9.38%） | インターメゾ（Intermezzo）の血統（ハイペリオン系／Bachelor's Double(Wet Kiss) 4×5=9.38%、Serenissima 4×5=9.38%、Nogara 5×4=9.38%） | （血統表の出典）       | （血統表の出典）  |
| 父 Hornbeam 1953 栗毛 | 父の父Hyperion 1930 栗毛 | Gainsborough | Bayardo                | Bayardo           |
| 父 Hornbeam 1953 栗毛 | 父の父Hyperion 1930 栗毛 | Gainsborough | Rosedrop               |                   |
| 父 Hornbeam 1953 栗毛 | 父の父Hyperion 1930 栗毛 | Selene | Chaucer                | Chaucer           |
| 父 Hornbeam 1953 栗毛 | 父の父Hyperion 1930 栗毛 | Selene | Serenissima            |                   |
| 父 Hornbeam 1953 栗毛 | 父の母Thicket 1947 鹿毛 | Nasrullah | Nearco                 | Nearco            |
| 父 Hornbeam 1953 栗毛 | 父の母Thicket 1947 鹿毛 | Nasrullah | Mumtaz Begum           |                   |
| 父 Hornbeam 1953 栗毛 | 父の母Thicket 1947 鹿毛 | Thorn Wood | Bois Roussel           | Bois Roussel      |
| 父 Hornbeam 1953 栗毛 | 父の母Thicket 1947 鹿毛 | Thorn Wood | Point Duty             |                   |
| 母 Plaza 1958 鹿毛 | 母の父Persian Gulf 1940 鹿毛 | Bahram | Blandford              | Blandford         |
| 母 Plaza 1958 鹿毛 | 母の父Persian Gulf 1940 鹿毛 | Bahram | Friar's Daughter       |                   |
| 母 Plaza 1958 鹿毛 | 母の父Persian Gulf 1940 鹿毛 | Double Life | Bachelor's Double      | Bachelor's Double |
| 母 Plaza 1958 鹿毛 | 母の父Persian Gulf 1940 鹿毛 | Double Life | Saint Joan             |                   |
| 母 Plaza 1958 鹿毛 | 母の母Wild Success 1949 鹿毛 | Niccolo Dell'Arca | Coronach               | Coronach          |
| 母 Plaza 1958 鹿毛 | 母の母Wild Success 1949 鹿毛 | Niccolo Dell'Arca | Nogara                 |                   |
| 母 Plaza 1958 鹿毛 | 母の母Wild Success 1949 鹿毛 | Lavinia | Bosworth               | Bosworth          |
| 母 Plaza 1958 鹿毛 | 母の母Wild Success 1949 鹿毛 | Lavinia | Ann Hathaway F-No.13-e |                   |